# Saint-Brès (Gers)
Saint-Brès ist eine französische Gemeinde mit 71 Einwohnern (Stand 1. Januar 2022) im Département Gers in der Region Okzitanien. Sie gehört zum Kanton Gimone-Arrats und zum Arrondissement Condom.

## Lage
Sie ist umgeben von folgenden Nachbargemeinden:
| Goutz   | Bajonnette                                  | Monfort      |
| Taybosc | Kompassrose, die auf Nachbargemeinden zeigt | Sainte-Gemme |
|         | Maravat                                     | Sainte-Gemme |

## Bevölkerungsentwicklung
| Jahr      | 1962 | 1968 | 1975 | 1982 | 1990 | 1999 | 2008 | 2016 |
| --------- | ---- | ---- | ---- | ---- | ---- | ---- | ---- | ---- |
| Einwohner | 132  | 122  | 99   | 79   | 80   | 88   | 94   | 78   |